# Aroa danva
Aroa danva este o specie de molie din familia Lymantriinae.

## Răspândire
Specia se găsește în Camerun și Sierra Leone.

## Legături externe
- en Baza de date a genului Lepidoptera la Muzeul de istorie naturală